# Il segno dell'alleanza
Il segno dell'alleanza (Captain Vorpatril's Alliance) è un romanzo di fantascienza del 2012 della scrittrice statunitense Lois McMaster Bujold. Pubblicato in Italia nel 2020, fa parte del ciclo dei Vor e ha come protagonista Ivan Vorpatril.

## Trama
Il capitano Ivan Vorpatril è di servizio su Komar come segretario dell'ammiraglio, dove si gode la vita da scapolo lontano dalla corte. Viene coinvolto dal cugino Byerly in una trama di spionaggio, proteggere la  bellissima e formosa Tej. Lord Ivan si butta volentieri e come risultato gli sparano.
Inizia una girandola di avventure.